# Ente Sportivo "Francesco Baracca" 1939-1940
Questa voce raccoglie le informazioni riguardanti l'Ente Sportivo "Francesco Baracca" nelle competizioni ufficiali della stagione 1939-1940.

## Rosa
| N. |                   | Ruolo | Calciatore         |
| -- | ----------------- | ----- | ------------------ |
|    | Italia (bandiera) | A     | R. Azzaroli        |
|    | Italia (bandiera) | D     | Michele Bedeschi   |
|    | Italia (bandiera) | D     | Raffaele Bertulli  |
|    | Italia (bandiera) | D     | Alfredo Calderoni  |
|    | Italia (bandiera) | A     | Guerrino Calderoni |
|    | Italia (bandiera) | D     | Alfiero Canianzi   |
|    | Italia (bandiera) | P     | Giuseppe Dirani    |
|    | Italia (bandiera) | D     | Antonio Fenati     |
|    | Italia (bandiera) | C     | Renzo Ferrari      |
|    | Italia (bandiera) | A     | Riccardo Maini     |

| N. |                   | Ruolo | Calciatore         |
| -- | ----------------- | ----- | ------------------ |
|    | Italia (bandiera) | D     | I. Melandri        |
|    | Italia (bandiera) | A     | Giuliano Mezzogori |
|    | Italia (bandiera) | P     | Gino Panighi       |
|    | Italia (bandiera) | C     | Raul Ravaglia      |
|    | Italia (bandiera) | C     | Ricci Maccarini    |
|    | Italia (bandiera) | C     | Angelo Roversi     |
|    | Italia (bandiera) | A     | Sergio Spini       |
|    | Italia (bandiera) | A     | Ligio Tani         |
|    | Italia (bandiera) | C     | Giovanni Visani    |
|    | Italia (bandiera) | D     | Domenico Zardi     |